# 太河水库

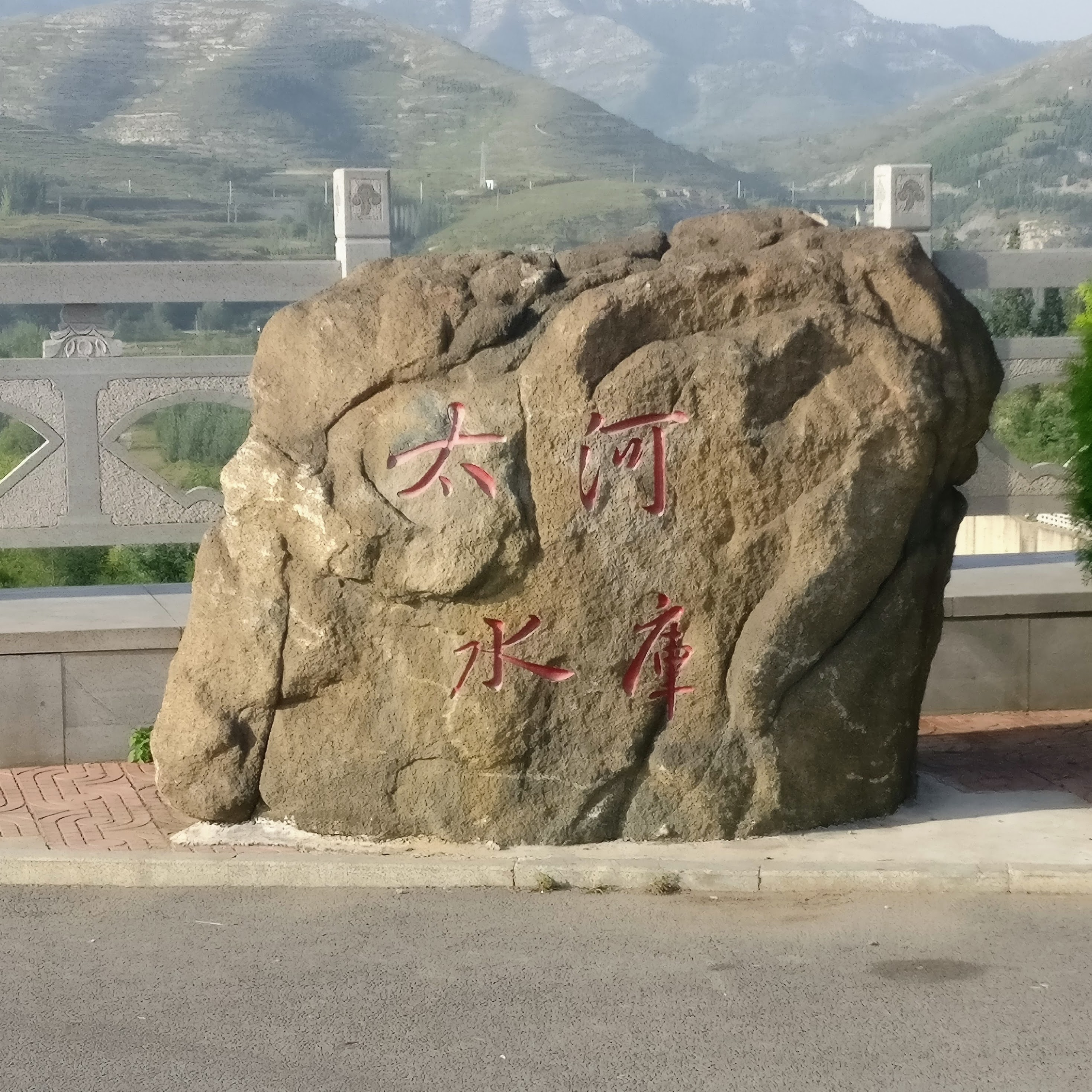
太河水库的石碑

太河水库，位于中国山东省淄博市淄川区东部，淄河上游。原名金鸡山水库，后因纪念1939年4月的“太河惨案”而更名为“太河水库”。建于1960～1972年，是一座具有防洪、灌溉、城乡供水和发电等综合效益的大型水库。水库控制流域面积780平方公里，总库容1.66亿立方米。主坝为粘土心墙砂壳坝，长760米，最大坝高48.76米。